# Rubri (pretor)
Rubri (en llatí Rubrius) va ser un magistrat romà del segle i aC. Formava part de la gens Rúbria, una gens romana d'origen plebeu.
Va ocupar algunes magistratures abans de la de pretor i després va ser nomenat propretor a Macedònia l'any 67 aC. En aquest any Cató va servir a les seves ordres a Grècia com a tribú dels soldats o tribú militar.